# Nữ hoàng băng giá (nhạc phim)
Frozen: Original Motion Picture Soundtrack là album nhạc phim của bộ phim hoạt hình Disney năm 2013, Nữ hoàng băng giá. Phần nhạc phim bao gồm mười ca khúc gốc do Kristen Anderson-Lopez và Robert Lopez viết và biên soạn, cùng với hai mươi hai bản nhạc nền do Christophe Beck sáng tác. Album có sự góp mặt của bài hát "Let It Go" (do Idina Menzel thể hiện), ca khúc này đã nhận được nhiều lời khen ngợi về mặt chuyên môn, và cả các đề cử cho các Giải Quả cầu vàng cho ca khúc trong phim hay nhất và Giải thưởng sự lựa chọn của nhà phê bình cho ca khúc trong phim hay nhất.
Walt Disney Records phát hành hai phiên bản của album nhạc phim này vào ngày 25 tháng 11 năm 2013; một bản một đĩa và một bản deluxe mở rộng hai đĩa (gồm các bản thử nghiệm của các ca khúc và các bản nhạc nền trong phim; các bản thu âm outtake không được sử dụng, và những bản nhạc không lời của các ca khúc chính trong phim). Vào ngày 21 tháng 10 năm 2013, đĩa đơn duy nhất của album nhạc phim, một bản hát lại (cover) của ca khúc "Let It Go" do Demi Lovato thể hiện đã được phát hành. Các bản phát hành sau này của album có đi kèm với một số bản dịch ra tiếng nước ngoài của ca khúc "Let It Go".

## Danh sách bài hát
Tất cả nhạc phẩm được soạn bởi Kristen Anderson-Lopez và Robert Lopez (các bài 1–10) và Christophe Beck (các bài 11–32).
| Frozen (Original Motion Picture Soundtrack) | Frozen (Original Motion Picture Soundtrack)                  | Frozen (Original Motion Picture Soundtrack)   | Frozen (Original Motion Picture Soundtrack) |
| STT                                         | Nhan đề                                                      | Thể hiện                                      | Thời lượng                                  |
| ------------------------------------------- | ------------------------------------------------------------ | --------------------------------------------- | ------------------------------------------- |
| 1.                                          | "Frozen Heart"                                               | Các diễn viên của Nữ hoàng băng giá           | 1:45                                        |
| 2.                                          | "Do You Want to Build a Snowman?"                            | Kristen Bell, Agatha Lee Monn, và Katie Lopez | 3:27                                        |
| 3.                                          | "For the First Time in Forever"                              | Kristen Bell và Idina Menzel                  | 3:45                                        |
| 4.                                          | "Love is an Open Door"                                       | Kristen Bell và Santino Fontana               | 2:07                                        |
| 5.                                          | "Let It Go"                                                  | Idina Menzel                                  | 3:44                                        |
| 6.                                          | "Reindeer(s) are Better Than People"                         | Jonathan Groff                                | 0:50                                        |
| 7.                                          | "In Summer"                                                  | Josh Gad                                      | 1:54                                        |
| 8.                                          | "For the First Time in Forever (Reprise)"                    | Kristen Bell và Idina Menzel                  | 2:30                                        |
| 9.                                          | "Fixer Upper" (cùng với Maia Wilson)                         | Các diễn viên của Nữ hoàng băng giá           | 3:02                                        |
| 10.                                         | "Let It Go"                                                  | Demi Lovato                                   | 3:47                                        |
| 11.                                         | "Vuelie" (cùng với Cantus)                                   | Christophe Beck                               | 1:36                                        |
| 12.                                         | "Elsa and Anna"                                              | Christophe Beck                               | 2:43                                        |
| 13.                                         | "The Trolls"                                                 | Christophe Beck                               | 1:48                                        |
| 14.                                         | "Coronation Day"                                             | Christophe Beck                               | 1:14                                        |
| 15.                                         | "Heimr Arnadlr"                                              | Christophe Beck                               | 1:25                                        |
| 16.                                         | "Winter's Waltz"                                             | Christophe Beck                               | 1:00                                        |
| 17.                                         | "Sorcery"                                                    | Christophe Beck                               | 3:17                                        |
| 18.                                         | "Royal Pursuit"                                              | Christophe Beck                               | 1:02                                        |
| 19.                                         | "Onward and Upward"                                          | Christophe Beck                               | 1:54                                        |
| 20.                                         | "Wolves"                                                     | Christophe Beck                               | 1:44                                        |
| 21.                                         | "The North Mountain"                                         | Christophe Beck                               | 1:34                                        |
| 22.                                         | "We Were So Close"                                           | Christophe Beck                               | 1:53                                        |
| 23.                                         | "Marshmallow Attack!"                                        | Christophe Beck                               | 1:43                                        |
| 24.                                         | "Conceal, Don't Feel"                                        | Christophe Beck                               | 1:07                                        |
| 25.                                         | "Only an Act of True Love"                                   | Christophe Beck                               | 1:07                                        |
| 26.                                         | "Summit Siege"                                               | Christophe Beck                               | 2:32                                        |
| 27.                                         | "Return to Arendelle"                                        | Christophe Beck                               | 1:38                                        |
| 28.                                         | "Treason"                                                    | Christophe Beck                               | 1:36                                        |
| 29.                                         | "Some People Are Worth Melting For"                          | Christophe Beck                               | 2:06                                        |
| 30.                                         | "Whiteout"                                                   | Christophe Beck                               | 4:17                                        |
| 31.                                         | "The Great Thaw (Vuelie Reprise)" (cùng với Frode Fjellheim) | Christophe Beck                               | 2:29                                        |
| 32.                                         | "Epilogue"                                                   | Christophe Beck                               | 3:04                                        |
| Tổng thời lượng:                            | Tổng thời lượng:                                             | Tổng thời lượng:                              | 1:03:40                                     |

| Bản phát hành ở các nước Mỹ-Latinh và Tây Ban Nha | Bản phát hành ở các nước Mỹ-Latinh và Tây Ban Nha | Bản phát hành ở các nước Mỹ-Latinh và Tây Ban Nha | Bản phát hành ở các nước Mỹ-Latinh và Tây Ban Nha |
| STT                                               | Nhan đề                                           | Thể hiện                                          | Thời lượng                                        |
| ------------------------------------------------- | ------------------------------------------------- | ------------------------------------------------- | ------------------------------------------------- |
| 11.                                               | "Libre Soy" (bản tiếng Tây Ban Nha)               | Martina Stoessel                                  | 3:46                                              |

| Bản phát hành ở Ý | Bản phát hành ở Ý                | Bản phát hành ở Ý | Bản phát hành ở Ý |
| STT               | Nhan đề                          | Thể hiện          | Thời lượng        |
| ----------------- | -------------------------------- | ----------------- | ----------------- |
| 11.               | "All'alba sorgerò" (bản tiếng Ý) | Martina Stoessel  | 3:46              |

| Bản phát hành ở Malaysia | Bản phát hành ở Malaysia     | Bản phát hành ở Malaysia | Bản phát hành ở Malaysia |
| STT                      | Nhan đề                      | Thể hiện                 | Thời lượng               |
| ------------------------ | ---------------------------- | ------------------------ | ------------------------ |
| 11.                      | "Bebaskan" (bản tiếng Malay) | Marsha Milan Londoh      | 3:46                     |

| Bản phát hành ở Pháp | Bản phát hành ở Pháp                 | Bản phát hành ở Pháp | Bản phát hành ở Pháp |
| STT                  | Nhan đề                              | Thể hiện             | Thời lượng           |
| -------------------- | ------------------------------------ | -------------------- | -------------------- |
| 11.                  | "Libérée, Délivrée" (bản tiếng Pháp) | Anaïs Delva          | 3:46                 |

| Bản phát hành ở Đức | Bản phát hành ở Đức                                 | Bản phát hành ở Đức                                                                                                  | Bản phát hành ở Đức |
| STT                 | Nhan đề                                             | Thể hiện | Thời lượng          |
| ------------------- | --------------------------------------------------- | --- | ------------------- |
| 1.                  | "Kaltes Herz" (Bản tiếng Đức)                       | Manuel Straube, Tommy Amper, Benjamin Grund, Stefan Thomas, Florian Wolf, Thomas Hohenberger & Frank Oliver Weißmann | 1:44                |
| 2.                  | "Willst du einen Schneemann bauen?" (Bản tiếng Đức) | Pia Allgaier, Manuel Straube, Valeska Gerhart & Magdalena Haier                                                      | 3:26                |
| 3.                  | "Zum ersten Mal" (Bản tiếng Đức)                    | Pia Allgaier & Willemijn Verkaik                                                                                     | 3:44                |
| 4.                  | "Liebe öffnet Tür'n" (Bản tiếng Đức)                | Pia Allgaier & Manuel Straube                                                                                        | 2:04                |
| 5.                  | "Lass jetzt los" (Bản tiếng Đức)                    | Willemijn Verkaik | 3:43                |
| 6.                  | "Rentiere sind besser als Menschen" (Bản tiếng Đức) | Leonhard Mahlich | 0:51                |
| 7.                  | "Im Sommer" (Bản tiếng Đức)                         | Hape Kerkeling | 1:43                |
| 8.                  | "Zum ersten Mal (Reprise)" (Bản tiếng Đức)          | Pia Allgaier & Willemijn Verkaik                                                                                     | 2:29                |
| 9.                  | "Aufpolieren" (Bản tiếng Đức)                       | Hape Kerkeling, Tommy Amper & Petra Scheeser                                                                         | 3:01                |

| Bản phát hành ở Tây Ban Nha | Bản phát hành ở Tây Ban Nha                                 | Bản phát hành ở Tây Ban Nha                | Bản phát hành ở Tây Ban Nha |
| STT                         | Nhan đề                                                     | Thể hiện                                   | Thời lượng                  |
| --------------------------- | ----------------------------------------------------------- | ------------------------------------------ | --------------------------- |
| 1.                          | "Corazón de hielo" (Bản tiếng Tây Ban Nha)                  | Dàn diễn viên của Frozen                   | 1:46                        |
| 2.                          | "Hazme un muñeco de nieve" (Bản tiếng Tây Ban Nha)          | Naima Barroso, Emma Amselem & Carmen López | 3:27                        |
| 3.                          | "Por primera vez en años" (Bản tiếng Tây Ban Nha)           | Carmen López & Gisela                      | 3:45                        |
| 4.                          | "La puerta hacia el amor" (Bản tiếng Tây Ban Nha)           | Carmen López & Toni Menguiano              | 2:05                        |
| 5.                          | "¡Suéltalo!" (Bản tiếng Tây Ban Nha)                        | Gisela                                     | 3:44                        |
| 6.                          | "Renos mejor que personas" (Bản tiếng Tây Ban Nha)          | Erik Cruz                                  | 0:52                        |
| 7.                          | "En verano" (Bản tiếng Tây Ban Nha)                         | Miguel Antelo                              | 1:52                        |
| 8.                          | "Por primera vez en años (Reprise)" (Bản tiếng Tây Ban Nha) | Carmen López & Gisela                      | 2:30                        |
| 9.                          | "Hay que mejorarle un poco" (Bản tiếng Tây Ban Nha)         | Cast of Frozen                             | 3:02                        |
| 10.                         | "Let It Go"                                                 | Demi Lovato                                | 3:44                        |
| 11.                         | "Libre soy" (Bản tiếng Tây Ban Nha)                         | Martina Stoessel                           | 3:44                        |

| Bản phát hành ở Đan Mạch | Bản phát hành ở Đan Mạch                                      | Bản phát hành ở Đan Mạch                             | Bản phát hành ở Đan Mạch |
| STT                      | Nhan đề                                                       | Thể hiện                                             | Thời lượng               |
| ------------------------ | ------------------------------------------------------------- | ---------------------------------------------------- | ------------------------ |
| 1.                       | "Det Frosne Hjertes Slag" (Bản tiếng Đan Mạch)                | The Danish Cast of Frozen                            | 1:44                     |
| 2.                       | "Skal Vi Ikke Lave en Snemand?" (Bản tiếng Đan Mạch)          | Marie Dietz, Natascha Jessen, Kristine Yde Eriksen   | 3:26                     |
| 3.                       | "Jeg Har Ventet Alt for Længe" (Bản tiếng Đan Mạch)           | Kristine Yde Eriksen & Maria Lucia Heiberg Rosenberg | 3:44                     |
| 4.                       | "Vi Lukker Døren Op" (Bản tiếng Đan Mạch)                     | Kristine Yde Eriksen & Christian Lund                | 2:04                     |
| 5.                       | "Lad Det Ske" (Bản tiếng Đan Mạch)                            | Maria Lucia Heiberg Rosenberg                        | 3:43                     |
| 6.                       | "Rensdyr Er Bedre End Mennesker" (Bản tiếng Đan Mạch)         | Kenneth M. Christensen                               | 0:51                     |
| 7.                       | "Til Sommer" (Bản tiếng Đan Mạch)                             | Martin Brygmann                                      | 1:43                     |
| 8.                       | "Jeg Har Ventet Alt for Længe (Reprise)" (Bản tiếng Đan Mạch) | Kristine Yde Eriksen & Maria Lucia Heiberg Rosenberg | 2:29                     |
| 9.                       | "Småskavanker" (Bản tiếng Đan Mạch)                           | Dàn diễn viên của Frozen                             | 3:01                     |

| Bản phát hành ở Ba Lan | Bản phát hành ở Ba Lan                                       | Bản phát hành ở Ba Lan                                 | Bản phát hành ở Ba Lan |
| STT                    | Nhan đề                                                      | Thể hiện                                               | Thời lượng             |
| ---------------------- | ------------------------------------------------------------ | ------------------------------------------------------ | ---------------------- |
| 1.                     | "Serca lód" (Bản tiếng Ba Lan)                               | Dàn diễn viên của Frozen                               | 1:45                   |
| 2.                     | "Ulepimy dziś bałwana?" (Bản tiếng Ba Lan)                   | Magdalena Wasylik, Malwina Jachowicz, Julia Siechowicz | 3:27                   |
| 3.                     | "Pierwszy raz jak sięga pamięć" (Bản tiếng Ba Lan)           | Magdalena Wasylik, Katarzyna Łaska                     | 3:45                   |
| 4.                     | "Miłość stanęła w drzwiach" (Bản tiếng Ba Lan)               | Magdalena Wasylik, Marcin Jajkiewicz                   | 2:07                   |
| 5.                     | "Mam tę moc" (Bản tiếng Ba Lan)                              | Katarzyna Łaska                                        | 3:44                   |
| 6.                     | "Człowiek zwierzęciu jest wilkiem" (Bản tiếng Ba Lan)        | Paweł Ciołkosz                                         | 0:51                   |
| 7.                     | "Lód w lecie" (Bản tiếng Ba Lan)                             | Czesław Mozil                                          | 1:53                   |
| 8.                     | "Pierwszy raz jak sięga pamięć (Repryza)" (Bản tiếng Ba Lan) | Katarzyna Łaska, Magdalena Wasylik                     | 2:30                   |
| 9.                     | "Nietentego" (Bản tiếng Ba Lan)                              | Dàn diễn viên của Frozen, Olga Szomańska               | 3:02                   |

| Bản phát hành tại Brazil | Bản phát hành tại Brazil                                 | Bản phát hành tại Brazil                     | Bản phát hành tại Brazil |
| STT                      | Nhan đề                                                  | Thể hiện                                     | Thời lượng               |
| ------------------------ | -------------------------------------------------------- | -------------------------------------------- | ------------------------ |
| 1.                       | "Gélido Coração" (Bản tiếng Bồ Đào Nha)                  | The Brazilian Cast of Frozen                 | 1:46                     |
| 2.                       | "Quer Brincar Na Neve?" (Bản tiếng Bồ Đào Nha)           | Gabi Guimaraes, Gabi Porto & Hannah Zeitoune | 3:29                     |
| 3.                       | "Uma Vez Na Eternidade" (Bản tiếng Bồ Đào Nha)           | Gabi Porto & Taryn Szpilman                  | 3:43                     |
| 4.                       | "Vejo Uma Porta Abrir" (Bản tiếng Bồ Đào Nha)            | Olavo Cavalheiro & Gabi Porto                | 2:05                     |
| 5.                       | "Livre Estou" (Bản tiếng Bồ Đào Nha)                     | Taryn Szpilman                               | 3:43                     |
| 6.                       | "Rena É Melhor do Que Gente" (Bản tiếng Bồ Đào Nha)      | Gustavo Pereira & Marcelo Sader              | 0:52                     |
| 7.                       | "No Verão" (Bản tiếng Bồ Đào Nha)                        | Gustavo Pereira & Marcelo Sader              | 1:51                     |
| 8.                       | "Uma Vez Na Eternidade (Reprise)" (Bản tiếng Bồ Đào Nha) | Gabi Porto & Taryn Szpilman                  | 2:30                     |
| 9.                       | "Reparos" (Bản tiếng Bồ Đào Nha)                         | Gottsha, Alexandre Moreno & Gustavo Pereira  | 3:00                     |
| 10.                      | "Let It Go"                                              | Demi Lovato                                  | 3:44                     |
| 11.                      | "Libre Soy" (Bản tiếng Tây Ban Nha)                      | Martina Stoessel                             | 3:43                     |

| Bản phát hành tại Nhật Bản | Bản phát hành tại Nhật Bản                                                        | Bản phát hành tại Nhật Bản                    | Bản phát hành tại Nhật Bản |
| STT                        | Nhan đề                                                                           | Thể hiện                                      | Thời lượng                 |
| -------------------------- | --------------------------------------------------------------------------------- | --------------------------------------------- | -------------------------- |
| 1.                         | "氷の心" (Koori no Kokoro Bản tiếng Nhật)                                         | Dàn diễn viên của Frozen                      | 1:46                       |
| 2.                         | "雪だるまつくろう" (Yukidaruma Tsukurou Bản tiếng Nhật)                           | Sayaka Kanda, Natsuki Inaba, Sumire Moroboshi | 3:28                       |
| 3.                         | "生まれてはじめて" (Umarete Hajimete Bản tiếng Nhật)                              | Sayaka Kanda, Takako Matsu                    | 3:44                       |
| 4.                         | "とびら開けて" (Tobira Akete Bản tiếng Nhật)                                      | Sayaka Kanda, Eisuke Tsuda                    | 2:07                       |
| 5.                         | "レット・イット・ゴー ～ありのままで～" (Let it go - Arino Mamade Bản tiếng Nhật) | Takako Matsu                                  | 3:44                       |
| 6.                         | "トナカイのほうがずっといい" (Tonakaino Houga Zutto Ii Bản tiếng Nhật)            | Shin-ichiro Hara                              | 0:50                       |
| 7.                         | "あこがれの夏" (Akogareno Natsu Bản tiếng Nhật)                                   | Pierre Taki                                   | 1:54                       |
| 8.                         | "生まれてはじめて（リプライズ）" (Umarete Hajimete (Reprise) Bản tiếng Nhật)      | Sayaka Kanda, Takako Matsu                    | 2:30                       |
| 9.                         | "愛さえあれば" (Ai Sae Areba Bản tiếng Nhật)                                      | Rika Sugimura, Motomu Azaki                   | 3:03                       |
| 10.                        | "レット・イット・ゴー ～ありのままで～" (Let it go - Arino Mamade Bản tiếng Nhật) | May J.                                        | 3:44                       |
| 11.                        | "レット・イット・ゴー ～ありのままで～" (Let it go - Multi Language version)      | Dàn diễn viên của Frozen                      | 3:44                       |

| Bản phát hành ở Hàn Quốc | Bản phát hành ở Hàn Quốc                           | Bản phát hành ở Hàn Quốc       | Bản phát hành ở Hàn Quốc |
| STT                      | Nhan đề                                            | Biểu diễn                      | Thời lượng               |
| ------------------------ | -------------------------------------------------- | ------------------------------ | ------------------------ |
| 1.                       | "얼어붙은 심장" (Bản tiếng Hàn Quốc)               | 김철한, 박상준, 이상익, 이재호 | 1:46                     |
| 2.                       | "같이 눈사람 만들래?" (Bản tiếng Hàn Quốc)         | 윤시영, 이지민, 박지윤         | 3:27                     |
| 3.                       | "태어나서 처음으로" (Bản tiếng Hàn Quốc)           | 박지윤, 박혜나                 | 3:45                     |
| 4.                       | "사랑은 열린 문" (Bản tiếng Hàn Quốc)              | 박지윤, 윤승욱                 | 2:07                     |
| 5.                       | "다 잊어" (Bản tiếng Hàn Quốc)                     | 박혜나                         | 3:44                     |
| 6.                       | "순록이 사람보다 낫지" (Bản tiếng Hàn Quốc)        | 정상윤                         | 0:51                     |
| 7.                       | "여름날" (Bản tiếng Hàn Quốc)                      | 이장원                         | 1:54                     |
| 8.                       | "태어나서 처음으로 (Reprise)" (Bản tiếng Hàn Quốc) | 박지윤, 박혜나                 | 2:30                     |
| 9.                       | "부족한 점 (트롤 송)" (Bản tiếng Hàn Quốc)         | 프로즌 한국어판 캐스트         | 3:02                     |
| 11.                      | "Let It Go" (Bản tiếng Hàn Quốc)                   | 효린 (씨스타)                  | 3:47                     |
| Tổng thời lượng:         | Tổng thời lượng:                                   | Tổng thời lượng:               | 1:13:44                  |

| Frozen (Original Motion Picture Soundtrack – two-disc deluxe edition) (Đĩa 2) | Frozen (Original Motion Picture Soundtrack – two-disc deluxe edition) (Đĩa 2) | Frozen (Original Motion Picture Soundtrack – two-disc deluxe edition) (Đĩa 2) | Frozen (Original Motion Picture Soundtrack – two-disc deluxe edition) (Đĩa 2) |
| STT                                                                           | Nhan đề                                                                       | Thể hiện                                                                      | Thời lượng                                                                    |
| ----------------------------------------------------------------------------- | ----------------------------------------------------------------------------- | ----------------------------------------------------------------------------- | ----------------------------------------------------------------------------- |
| 1.                                                                            | "For the First Time in Forever (Demo)[1]"                                     | Kristen Anderson-Lopez                                                        | 3:33                                                                          |
| 2.                                                                            | "Love Is an Open Door (Demo)"                                                 | Robert Lopez và Kristen Anderson-Lopez                                        | 2:02                                                                          |
| 3.                                                                            | "We Know Better (Outtake)[2]"                                                 | Kristen Anderson-Lopez                                                        | 4:04                                                                          |
| 4.                                                                            | "Spring Pageant (Outtake)"                                                    | Robert Lopez, Kristen Anderson-Lopez, Katie Lopez, và Annie Lopez             | 3:09                                                                          |
| 5.                                                                            | "More Than Just the Spare (Outtake)"                                          | Kristen Anderson-Lopez                                                        | 3:25                                                                          |
| 6.                                                                            | "You're You (Outtake)"                                                        | Robert Lopez và Kristen Anderson-Lopez                                        | 1:48                                                                          |
| 7.                                                                            | "Life's Too Short (Outtake)"                                                  | Kristen Anderson-Lopez                                                        | 3:52                                                                          |
| 8.                                                                            | "Life's Too Short (Reprise) (Outtake)"                                        | Kristen Anderson-Lopez                                                        | 1:42                                                                          |
| 9.                                                                            | "Reindeer(s) Remix (Outtake)"                                                 | Robert Lopez                                                                  | 2:26                                                                          |
| 10.                                                                           | "The Ballad of Olaf & Sven (Demo)"                                            | Christophe Beck                                                               | 1:35                                                                          |
| 11.                                                                           | "Queen Elsa of Arendelle (Demo)"                                              | Christophe Beck                                                               | 0:42                                                                          |
| 12.                                                                           | "Hans (Demo)"                                                                 | Christophe Beck                                                               | 1:20                                                                          |
| 13.                                                                           | "It Had to Be Snow (Demo)"                                                    | Christophe Beck                                                               | 1:17                                                                          |
| 14.                                                                           | "Meet Olaf (Demo)"                                                            | Christophe Beck                                                               | 2:01                                                                          |
| 15.                                                                           | "Hands for Hans (Demo)"                                                       | Christophe Beck                                                               | 0:48                                                                          |
| 16.                                                                           | "Oaken's Sauna (Demo)"                                                        | Christophe Beck                                                               | 1:25                                                                          |
| 17.                                                                           | "Thin Air (Demo)"                                                             | Christophe Beck                                                               | 2:19                                                                          |
| 18.                                                                           | "Cliff Diving (Demo)"                                                         | Christophe Beck                                                               | 0:50                                                                          |
| 19.                                                                           | "The Love Experts (Demo)"                                                     | Christophe Beck                                                               | 1:02                                                                          |
| 20.                                                                           | "Elsa Imprisoned (Demo)"                                                      | Christophe Beck                                                               | 1:04                                                                          |
| 21.                                                                           | "Hans' Kiss (Demo)"                                                           | Christophe Beck                                                               | 2:11                                                                          |
| 22.                                                                           | "Coronation Band Suite (Demo)"                                                | Christophe Beck                                                               | 1:32                                                                          |
| 23.                                                                           | "Let It Go (Instrumental)[3]"                                                 | Robert Lopez và Kristen Anderson-Lopez                                        | 3:46                                                                          |
| Tổng thời lượng:                                                              | Tổng thời lượng:                                                              | Tổng thời lượng:                                                              | 47:53                                                                         |

| Frozen (Original Motion Picture Soundtrack – two-disc deluxe edition) (Disc 2 – các bài cho tải bổ sung) | Frozen (Original Motion Picture Soundtrack – two-disc deluxe edition) (Disc 2 – các bài cho tải bổ sung) | Frozen (Original Motion Picture Soundtrack – two-disc deluxe edition) (Disc 2 – các bài cho tải bổ sung) | Frozen (Original Motion Picture Soundtrack – two-disc deluxe edition) (Disc 2 – các bài cho tải bổ sung) |
| STT | Nhan đề                                                                                                  | Thể hiện                                                                                                 | Thời lượng                                                                                               |
| --- | --- | --- | --- |
| 24. | "For the First Time in Forever (Instrumental)"                                                           | Robert Lopez và Kristen Anderson-Lopez                                                                   | 3:46 |
| 25. | "Love Is an Open Door (Instrumental)"                                                                    | Robert Lopez và Kristen Anderson-Lopez                                                                   | 2:07 |
| 26. | "In Summer (Instrumental)"                                                                               | Robert Lopez và Kristen Anderson-Lopez                                                                   | 1:47 |
| 27. | "Let It Go (Instrumental — bản của Demi Lovato)"                                                         | Robert Lopez, Kristen Anderson-Lopez, và Emanuel "Eman" Kiriakou                                         | 3:45 |

Ghi chú
- 1^ Bản thử nghiệm của bài hát.
- 2^ Bản outtake bị cắt trong quá trình phát triển và biên tập phim, không được sử dụng của bài hát.
- 3^ Bản không lời của bài hát.

## Bảng xếp hạng
Album nhạc phim Nữ hoàng băng giá có màn ra mắt tại vị trí thứ 18 trên bảng xếp hạng Hoa Kỳ Billboard 200, trở thành album nhạc phim hoạt hình có thứ hạng cao nhất trên bảng xếp hạng này kể từ bộ phim Cars năm 2006. Album đã leo lên vị trí thứ 10 và trở thành album nhạc phim hoạt hình thứ mười trong lịch sử lọt vào top 10. Sau đó album đã tiếp tục leo lên vị trí thứ 4 trở thành album nhạc phim hoạt hình có thứ hạng cao nhất kể từ phim Pocahontas cũng của chính Disney năm 1995.
| Bảng xếp hạng (2013-14)          | Vị trí cao nhất |
| -------------------------------- | --------------- |
| Argentinian Albums Chart         | 1               |
| Australian Albums Chart          | 1               |
| Austrian Albums Chart            | 32              |
| Belgian Albums Chart (Flanders)  | 22              |
| Belgian Albums Chart (Wallonia)  | 18              |
| Canadian Albums Chart            | 1               |
| Danish Albums Chart              | 12              |
| Dutch Albums Chart               | 67              |
| French Albums Chart              | 5               |
| German Albums Chart              | 18              |
| Irish Compilation Albums Chart   | 1               |
| Italian Compilation Albums Chart | 2               |
| Japanese Albums Chart            | 2               |
| Mexican Albums Chart             | 3               |
| New Zealand Albums Chart         | 1               |
| Norwegian Albums Chart           | 9               |
| South Korean Albums Chart        | 2               |
| Spanish Albums Chart             | 11              |
| Swiss Albums Chart               | 30              |
| UK Compilation Albums Chart      | 1               |
| US Billboard 200                 | 1               |
| US Billboard Top Soundtracks     | 1               |